# Snowblind Studios
Snowblind Studios fue una desarrolladora de videojuegos estadounidense ubicada en Kirkland, Washington. Fueron fundados en 1997 y especializándose en videojuegos de rol.
En febrero de 2009, Snowblind Studios fue adquirido por Warner Bros. Home Entertainment. Originalmente ubicado en Bothell, Washington, después de la adquisición de Warner Bros., el estudio se trasladó a Kirkland. Tras el lanzamiento de The Lord of the Rings: War in the North, el estudio se fusionó con Monolith Productions en 2012.

## Motor de juego
El motor Snowblind, también conocido como motor de juego Dark Alliance, es un motor de juego creado por Snowblind Studios para juegos de rol con vista aérea en tercera persona con perspectiva correcta. Fue utilizado por primera vez por Snowblind Studios para crear Baldur's Gate: Dark Alliance. Los juegos anteriores Baldur's Gate usaban el Infinity Engine que fue creado por BioWare para juegos de rol isométricos.
El primer juego en utilizar el motor fue Baldur's Gate: Dark Alliance, una colaboración conjunta entre Interplay Entertainment y Snowblind Studios. Luego, Interplay usó el motor para todos sus puertos del juego, excepto la versión de Game Boy, que usó su propio motor de juego. Estos puertos del juego ampliaron enormemente la cantidad de contenido que el juego podía usar y la cantidad de ranuras de ahorro presentes en el juego.
Luego, Snowblind Studios utilizó el motor en sus juegos EverQuest comenzando con Champions of Norrath. Snowblind mejoró el motor a su manera, agregando nuevas funciones como la creación de personajes y el modo multijugador en línea. Sin embargo, Interplay continuó usando el motor, debido al hecho de que en parte eran dueños del motor, para sus juegos de consola. Interplay usó el motor para su secuela de Dark Alliance, Baldur's Gate: Dark Alliance II, que fue desarrollado por Black Isle Studios. Esta secuela una vez más mejoró las capacidades del motor y agregó más funciones, gráficos mejorados y mejor audio; agregó características de los juegos Infinity Engine Baldur's Gate como Companions. Luego, Interplay lanzó Fallout: Brotherhood of Steel y The Bard's Tale; Ambos juegos mejoraron el motor a su manera. Brotherhood of Steel agregó un sistema de reputación al juego y The Bard's Tale mejoró otras características del motor, como el audio. The Bard's Tale fue el primer lanzamiento para PC de Dark Alliance Engine. Interplay estaba desarrollando una secuela de "Brotherhood of Steel", Fallout: Brotherhood of Steel 2. Este juego habría agregado las características de francotiradores, sigilo y un sistema de reputación más avanzado. Sin embargo, fue cancelado.
Snowblind Studios luego lanzó Champions: Return to Arms, que refinó el modo multijugador en línea y cambió la parte lineal de los juegos lanzados para el motor y permitió a los personajes cambiar el final. Alrededor de este tiempo, Snowblind comenzó a licenciar el motor a desarrolladores independientes; sin embargo, de estos desarrolladores, solo uno podía hacer un juego. El juego fue objeto de una demanda por parte de Titus Software, los propietarios de Interplay y Acclaim Entertainment, pero al final, se lanzó como Combat Elite: WWII Paratroopers. .
Snowblind luego creó Justice League Heroes con el mismo motor en 2006. El juego se lanzó aproximadamente cuando salió la próxima generación de consolas de videojuegos, pero debido a que fue creado para la generación anterior, fue lanzado para Xbox y PlayStation 2. Se usó una versión portátil del motor para PlayStation Portable, pero las versiones de Game Boy y Nintendo DS usaron su propio motor. Para adaptarse al tema de superhéroe del juego, Snowblind Studios puso la mayor parte de su esfuerzo en la duración del juego, eliminando así muchas características del motor.

## Videojuegos
| Año  | Título                                    | Plataforma(s)                              |
| ---- | ----------------------------------------- | ------------------------------------------ |
| 1998 | Top Gear Overdrive                        | Nintendo 64                                |
| 2000 | Top Gear Hyper Bike                       | Nintendo 64                                |
| 2001 | Baldur's Gate: Dark Alliance              | PlayStation 2, Xbox                        |
| 2004 | Champions of Norrath: Realms of EverQuest | PlayStation 2                              |
| 2005 | Champions: Return to Arms                 | PlayStation 2                              |
| 2006 | Justice League Heroes                     | PlayStation 2, Xbox, PlayStation Portable  |
| 2011 | The Lord of the Rings: War in the North   | PlayStation 3, Xbox 360, Microsoft Windows |